# Liga Nacional de fútbol femenino 1993-94
La Liga nacional de fútbol femenino 1993-94 fue la sexta edición de la Primera División Femenina de España.
El Oroquieta Villaverde ganó su segundo título de liga, la primera vez que un equipo se hizo con dos trofeos consecutivos de esta competición.

## Sistema de competición
El campeonato fue organizado por la Real Federación Española de Fútbol.
El torneo constaba de un grupo único integrado por 10 clubes de toda la geografía española. Siguiendo un sistema de liga, los 10 equipos se enfrentaron todos contra todos en dos ocasiones -una en campo propio y otra en campo contrario- sumando un total de 18 jornadas. El orden de los encuentros se decidió por sorteo antes de empezar la competición.
La clasificación final se estableció con arreglo a los puntos obtenidos en cada enfrentamiento, a razón de dos por partido ganado, uno por empatado y ninguno en caso de derrota.

## Clasificación
| Pos | Equipo                | Ptos |
| --- | --------------------- | ---- |
| 1   | Oroquieta Villaverde  | 49   |
| 2   | Añorga KKE            | 42   |
| 3   | Club Femení Barcelona | 41   |
| 4   | CE Sabadell           | 27   |
| 5   | RCD Espanyol          | 24   |
| 6   | Sondika CF            | 18   |
| 7   | Parque Alcobendas     | 18   |
| 8   | Oviedo Tradehi        | 16   |
| 9   | Olímpico Fortuna      | 15   |
| 10  | Athenas               | 6    |